# Thermococcus peptonophilus
A Thermococcus peptonophilus a Thermococcaceae családba tartozó gyorsan növekvő, hipertermofil Archaea faj. Az archeák – ősbaktériumok – egysejtű, sejtmag nélküli prokarióta szervezetek. Gömb alakú, obligát anaerob és körülbelül 0,7-2 μm átmérőjű.